# تپه قلعه نو (تربت حیدریه)
تپه قلعه نو مربوط به سده ۳ تا ۹ ق است و در شهرستان تربت حیدریه، ۳ کیلومتری روستای عبدآباد واقع شده و این اثر در تاریخ ۲۴ اسفند ۱۳۸۳ با شمارهٔ ثبت ۱۱۶۵۹ به‌عنوان یکی از آثار ملی ایران به ثبت رسیده‌است.